# Laraño (Santiago de Compostela)
Laraño (llamada oficialmente San Martiño de Laraño) es una parroquia española del municipio de Santiago de Compostela, en la provincia de La Coruña, Galicia.

## Entidades de población
Entidades de población que forman parte de la parroquia:
- Amañecida[4] (A Amañecida)
- A Iglesia[5] (A Igrexa). En el INE aparece como A Igrexa de Laraño.
- As Casas do Monte
- Barcia[6] (A Barcia)
- Casal[7] (O Casal)
- Coira
- Lamas.[8] En el INE aparece como Lamas de Laraño.
- Larañiño
- Munín
- Rial[9] (O Rial). En el INE aparece como O Rial de Laraño.
- Pardiñas (Pardiñas de Abaixo y Pardiñas de Arriba)
- Paredes[10] (Pardes). En el INE aparece como Paredes de Laraño.
- Reibóo[11] (Reibó)
- Santomil

## Demografía
| Gráfica de evolución demográfica de Laraño entre 2000 y 2019 |
|                                                              |
| Datos según el nomenclátor publicado por el INE.             |